# جون بيدل
جون بيدل (بالإنجليزية: John Biddle)‏ هو محاضر ومصور سينمائي أمريكي، ولد في 7 يونيو 1925 في فيلادلفيا في الولايات المتحدة، وتوفي في 1 أكتوبر 2008 في جيمستاون في الولايات المتحدة.